# Шаньвэй
Шаньвэ́й (кит. упр. 汕尾, пиньинь Shànwěi) — городской округ в провинции Гуандун КНР. В состав городского округа также входит расположенный в Южно-Китайском море необитаемый архипелаг Дунша, который формально относится к посёлку Цзеши городского уезда Луфэн, но фактически не контролируется властями КНР.

## История
После того, как империя Хань завоевала Намвьет, в 111 году до н.э. был создан уезд Хайфэн.
Во времена империи Тан в 622 году восточная часть уезда Хайфэн была выделена в отдельный уезд Аньлу (安陆县). В 627 году уезд Аньлу был вновь присоединён к уезду Хайфэн.
Во времена империи Цин в 1731 году из уезда Хайфэн был выделен уезд Луфэн (陆丰县).
После вхождения этих мест в состав КНР в 1950 году уезды Луфэн и Хайфэн вошли в состав Специального района Дунцзян (东江专区). В 1952 году Специальный район Дунцзян был расформирован, и уезды перешли в состав Административного района Юэдун (粤东行政区). В конце 1955 года было принято решение о расформировании Административных районов, и с 1956 года уезды Луфэн и Хайфэн перешли в состав нового Специального района Хойян (惠阳专区). В конце 1958 года Специальный район Хойян был расформирован, и с 1959 года уезды вошли в состав Специального района Шаньтоу (汕头专区).
В 1970 году Специальный район Шаньтоу был переименован в Округ Шаньтоу (汕头地区).
В сентябре 1983 года в связи с расформированием округа Шаньтоу уезды Луфэн и Хайфэн были возвращены в состав округа Хойян (惠阳地区).
Постановлением Госсовета КНР от 1 января 1988 года был расформирован округ Хойян, а вместо него было образовано несколько городских округов; уезды Луфэн и Хайфэн были выделены в отдельный городской округ Шаньвэй, при этом южная часть уезда Хайфэн была выделена в отдельный район Чэнцюй, а северная часть уезда Луфэн была выделена в отдельный уезд Лухэ.
Постановлением Госсовета КНР от 9 января 1995 года уезд Луфэн был преобразован в городской уезд.

## Административно-территориальное деление
Городской округ Шаньвэй делится на 1 район, 1 городской уезд, 2 уезда:
| Карта | Карта    | Карта     | Карта        | Карта            | Карта         |
| --- | -------- | --------- | ------------ | ---------------- | ------------- |
| Чэнцюй Хайфэн Лухэ Луфэн Примечание：архипелаг Дунша посёлка Цзеши городского уезда Луфэн не контролируется властями КНР |          |           |              |                  |               |
| Статус | Название | Иероглифы | Пиньинь      | Население (2020) | Площадь (км²) |
| Район | Чэнцюй   | 城区      | Chéng qū     |                  |               |
| Городской уезд | Луфэн    | 陆丰市    | Lùfēng shì   |                  |               |
| Уезд | Хайфэн   | 海丰县    | Hǎifēng xiàn |                  |               |
| Уезд | Лухэ     | 陆河县    | Lùhé xiàn    |                  |               |

## Экономика
В округе расположены атомная электростанция «Луфэн» компании CGN, крупные угольные ТЭС «Шаньвэй» (Shanwei Power Station), «Хайфэн» (Haifeng Power Station) и «Цзяхувань» (Jiahuwan Power Station), ветряная офшорная электростанция компании CGN, завод ветрогенераторов Mingyang Smart Energy.